# Dionisòpolis
Dionisòpolis (grec antic: Διονύσου πόλις o Διονυσόπολις, llatí: Dionosysopolis) fou una colònia grega de Milet establerta a la costa occidental de la mar Negra, a la moderna Bulgària, entre Tetrísia i Odessos. Anteriorment havia estat poblada per una tribu de tracis, i rebia el nom de Crunos (grec antic: Κροῦνοι, Kroúnoi, 'les fonts'), per unes fonts d'aigua que tenia a la vora, segons els Iambes al Rei Nicomedes. Va canviar el nom a Dionisiòpolis quan es va trobar una estàtua de Dionís a la mar. Més tard va ser una fortalesa de l'Imperi Romà d'Orient.
Correspon a la ciutat moderna de Baltxik, a Bulgària.